# Windstärke 10 – Wrack- und Fischereimuseum Cuxhaven

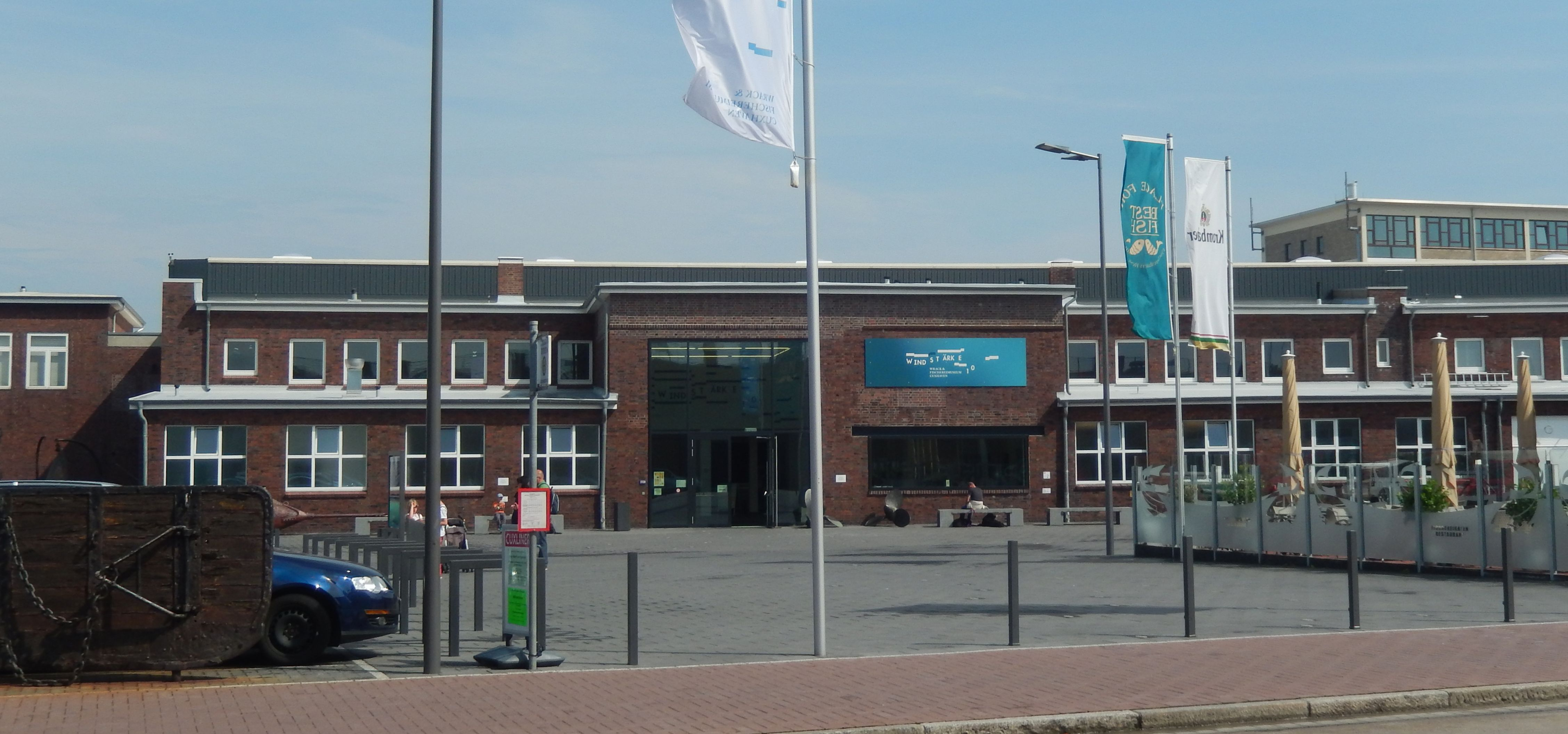
Das Windstärke 10 – Wrack- und Fischereimuseum

Das Windstärke 10 – Wrack- und Fischereimuseum Cuxhaven ist ein Museum in Cuxhaven. Es befindet sich in zwei ehemaligen Fischverarbeitungshallen sowie einem die Hallen verbindenden Neubau. Auf circa 4000 m² Gesamtfläche zeigt es die Herausforderungen und Gefahren der Seefahrt sowie einen Überblick über 100 Jahre Fischereigeschichte. Zur Ausstellung gehört ein Teil der Sammlungen des ehemaligen Wrackmuseums.

## Geschichte

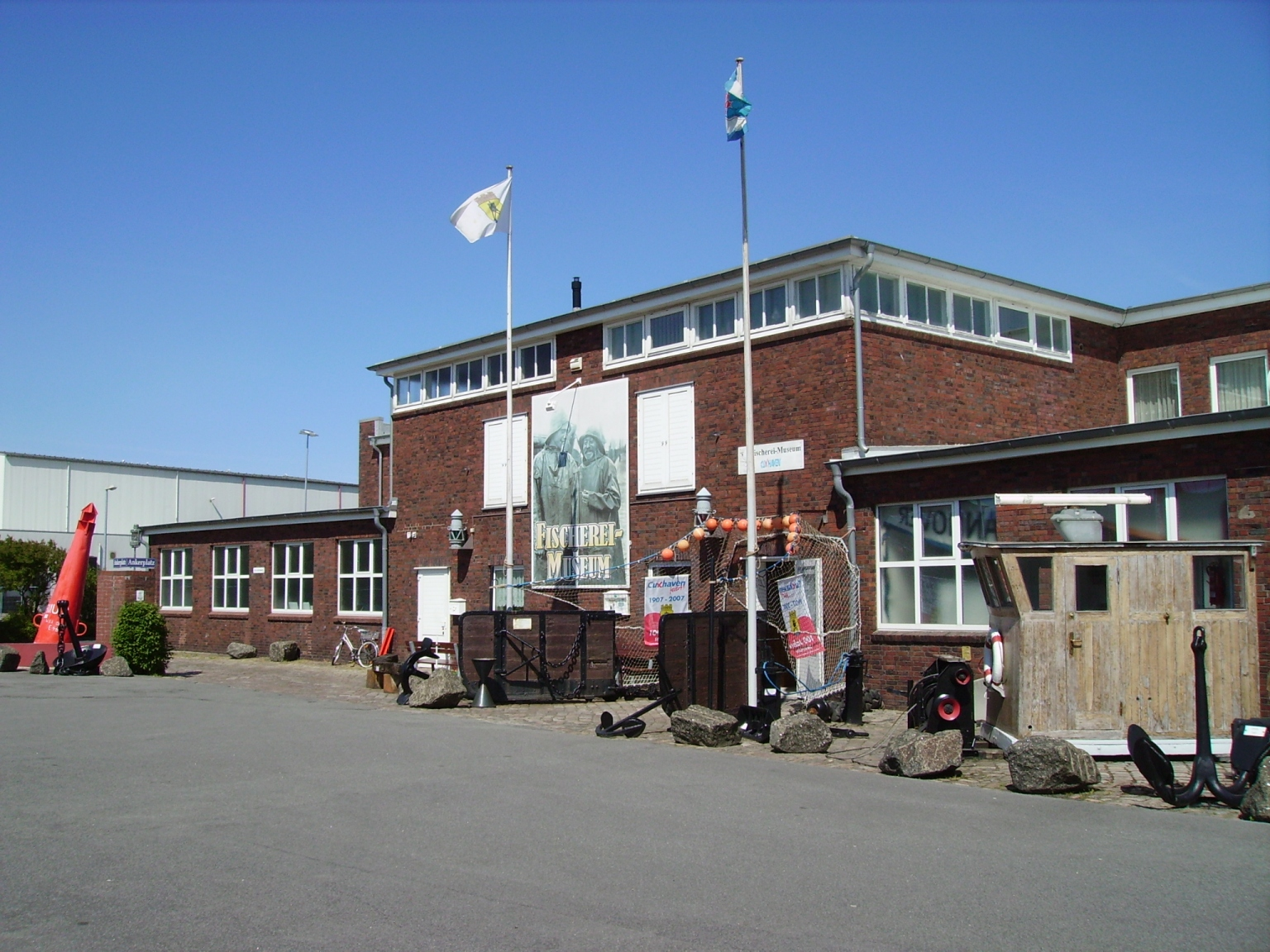
Fischereimuseum (2007)

Bis zum Jahr 2013 gab es ein Fischereimuseum Cuxhaven, getragen vom Förderverein Schifffahrtsgeschichte Cuxhaven, in einem Teil der Räumlichkeiten des jetzigen Museums. Privatpersonen aus dem Umfeld der Cuxhavener Fischwirtschaft und Fischerei hatten im historischen Umfeld des Fischumschlags und der Fischverarbeitung eine Ausstellung zur Hochseefischerei kreiert, die einen ganzheitlichen Überblick vom Fang bis zur Anlandung und Verarbeitung ermöglichte. Dabei wurde auch großer Wert darauf gelegt, die historische Entwicklung herauszuarbeiten, wobei die Technik eine entscheidende Rolle spielte. Denn diese führte dazu, dass die Fangreisen länger wurden (Kältetechnik) und zu immer entfernteren Fangplätzen führte. Die Schiffe der letzten Generation haben als Fabrikschiffe die gefangenen Fische zu fertig verarbeiteten Produkten und den Rest als Fischmehl angelandet.
Unabhängig davon gab es von 1980 bis 2013 das Wrackmuseum an einem anderen Standort. Seit dem 5. Dezember 2013 sind das Fischereimuseum und das Wrackmuseum vereinigt als Windstärke 10 – Wrack- und Fischereimuseum Cuxhaven in Trägerschaft der Stadt Cuxhaven.

## Dauerausstellungen
Hochseefischerei
Die große Hochseefischerei ab Cuxhaven seit 1908 wird mit Details an Land, von Netzmacherei bis Fischhallen, und zu Wasser, von der Suche nach Fanggründen bis zu Aktionen auf den Fangdeck, gezeigt.
Lotsenraum
Neben dem historisches Mobiliar der Cuxhavener Lotsbrüderschaft sind hier Exponate über das heutige Lotsenwesen zu sehen.
Katastrophen auf See
Ursachen und Folgen von Schiffsuntergängen in der Deutschen Bucht sind Themen dieser Ausstellung. Dabei werden die Schicksale der jeweils über 400 Todesopfer an Bord des 1883 gesunkenen Transatlantikliners Cimbria und des Kreuzers Cöln (1914 versenkt) besonders beleuchtet, andererseits aber separat darauf hingewiesen, welche „Schätze unter Wasser“ sich bei den Havarien ergeben können.
Sammlung Peter Weber
Dies ist eine private Sammlung maritimer Antiquitäten.
Sammlung Förderverein Schifffahrtsgeschichte Cuxhaven e. V.
Hier kann die Sammlung des Fördervereins besichtigt werden.

## Angebote
Führungen und Veranstaltungen
Für Erwachsene und Kinder werden diverse Führungen angeboten. Es finden Vorträge zu wechselnden Themen sowie gelegentliche Theatervorführungen statt. Abwechslung wird durch Sonderausstellungen erreicht.
Museumspädagogik
Ein Aufgabenheft „Kapitänspatent“ für Kinder im Schulalter bringt sie anstelle einer Führung zu allen Bereichen des Museums. Für Kinder- und Jugendgruppen, auch Schulen, stehen mehrere Informations- und Unterhaltungsthemen zur Auswahl.
Für eine Unterrichtsreihe „Fisch, Fischfang und Fischindustrie“ mit sechs Stunden Klassenunterricht und zwei Schulstunden im Museum steht seit 2018 Unterrichtsmaterial bereit.
Weitere Angebote
Unterhaltungsangebote für Kinder mit Bastel- und Geschicklichkeitsaktionen zielen auf Geburtstags- und andere Gesellschaften.
Außerdem steht ein themenbezogener Spielbereich bereit.

## Auszeichnungen
- 2017: Museumspreis der Niedersächsischen Sparkassenstiftung[12]
- 2022: Auszeichnung des Niedersächsisches Wirtschaftsministeriums für Familien- und Kinderfreundlichkeit;[13]
- 2022: Zertifizierung „KinderFerienLand Niedersachsen“[14]